# Goede tijden, slechte tijden (seizoen 5)
Het vijfde seizoen van Goede tijden, slechte tijden startte op 29 augustus 1994. Het seizoen werd elke werkdag uitgezonden op RTL 4. In november 2011 werd het volledige seizoen uitgebracht op dvd.

## Verhaal

### Dian en Floris
Dian Alberts keert terug naar Meerdijk na aan afwezigheid van ruim een jaar. Ze is veel zelfverzekerder geworden en wil graag het respect van haar vader verdienen. In het begin leeft ze vooral op de zak van haar vader en haalt hiermee de woede op de hals van stiefmoeder Sylvia. Jef blijft lange tijd haar kamer in De Rozenboom financieren, maar op een gegeven moment vindt ook hij dat Dian werk moet zoeken. Dian besluit in ruil voor geld te babysitten op Sylvia's zoon Floris Zandstra. Floris vindt het erg leuk met Dian, omdat hij allemaal dingen doet die anders niet mogen. Hij heeft niet in de gaten dat Dian Floris gebruikt om Sylvia een hak te zetten. Jef en Sylvia zijn trots op Dian dat ze zo goed voor Floris zorgt. Op een dag gaat Dian samen met Floris naar een oud industrieterrein en laat Dian Floris op een torenhoog verlaten pand klimmen. Wanneer Floris boven is, haalt ze een meterslange ladder weg en loopt weg van de bouwplaats. Floris wordt uiteindelijk gevonden. Dian vertelt haar vader dat het geen doen is met Floris. Je kunt alles drie keer zeggen. De vriendschap tussen Dian en Floris is voorbij. De hele kwestie veroorzaakt frictie tussen Jef en Sylvia.

### De verkrachting van Marieke
Marieke Vollaards werkt als baliemedewerkster bij AA&F. Op een gegeven moment moet ze samenwerken met collega Jessica Harmsen. Marieke voelt zich onzeker in de buurt van Jessica en heeft het gevoel dat niemand haar meer bij AA&F ziet staan. Ze vraagt haar oudere zus Janine om hulp, maar zij lijkt niet de ernst van de situatie in te zien. Marieke neemt ontslag bij AA&F en laat een stomverbaasde directie achter. Janine kan niet meer tot haar zusje doordringen en ziet haar gedrag veranderen. Marieke gaat steeds vaker langs bij café The Heavy Heaven, waar ze omgaat met een paar ruige kerels. Daniël en Janine maken zich zorgen, omdat deze jongens niet goed bekendstaan in het dorp. Marieke weet niet dat de jongens tijdens haar afwezigheid op haar zitten te geilen en weddenschappen afsluiten. Leo Bleeker (Tjebbo Gerritsma) kan zich op een avond niet inhouden, wanneer hij het strakke achterwerk van Marieke ziet. Terwijl zijn vrienden Marieke vasthouden, dringt Leo haar lichaam binnen. Janine en Daniël zijn razend; Leo slaat op de vlucht. Er ontstaat een strijd tussen Janine en de jongens van de Heavy Heaven. Marieke scheert haar lange haar af en krijgt suïcidale neigingen. Daniël en Janine komen tot het inzicht dat de situatie uit de hand loopt. Marieke wordt opgenomen in een psychiatrische inrichting. Cilia de Ridder wordt de begeleider van Marieke en heeft een oogje op Daniël. Marieke gaat eerder achteruit dan dat ze vooruitgang boekt. Janine is woedend en start een vete met de jongens van de Heavy Heaven. Ze steekt hun clubhuis in brand en jaagt daarmee de criminelen tegen haar in het harnas. De Heavy Heaven-jongeren bedreigen Janine met de dood. Mark de Moor komt naar Nederland om Marieke te helpen. Marieke is dolgelukkig en boekt vooruitgang. Mark en Marieke worden eerst weer vrienden, maar al snel krijgen ze opnieuw een relatie. Janine heeft zich zo in de nesten gewerkt dat ook al haar vrienden met de jongeren te maken krijgen. Nora Daniël wordt bruut mishandeld wanneer zij op een avond alleen in het huis van Janine is. Suzanne Balk wordt bijna doodgereden wanneer ze de straat wil oversteken. Marieke besluit met Mark mee te gaan naar Italië en neemt afscheid van Meerdijk. Suzanne weet met hulp van topcrimineel Onno P. Wassenaar de jongens bij Janine uit de buurt te houden. Maar daar betaalt ze een hoge prijs voor; ze moet nog eenmaal escorteren voor Wassenaar. Janine is haar vriendin eeuwig dankbaar.

### Laura, Linda en Stan
Laura en Stan groeien steeds dichter naar elkaar toe naarmate ze samen op de zolder van de familie Alberts schilderijen maken, en als Stan problemen heeft met het vertrek van Linda is Laura daar om hem te steunen. Ze groeien steeds dichter naar elkaar toe en dit resulteert in een verhouding tussen Laura en Stan. Robert en Arnie zijn het hier niet mee eens, en als Linda dan ook nog eens terugkeert wordt het Laura te veel. Stan wil naar haar toe om haar duidelijk te maken dat de liefde alleen van haar kant komt, maar Laura is dan al naar Stan in de veronderstelling dat hij daar is, maar ze treft alleen Linda. Linda maakt Laura duidelijk dat Stan niet van haar houdt en Laura gaat Linda met een mes te lijf.

### De oogproblemen van Guusje
Suzanne is ten einde raad wanneer ze op een ochtend ontdekt dat Guusje ernstig ziek is. In het ziekenhuis wordt geconstateerd dat Guusje ernstige oogproblemen heeft. Suzanne gelooft haar ogen niet wanneer de doktoren haar vertellen dat Guusje uitbehandeld is in Nederland. De behandelend arts praat over een experimentele behandeling in de Verenigde Staten. Deze behandeling kost tienduizenden guldens. Suzanne kan dit nooit betalen. Helen en Suzannes moeder Antoinette proberen geld bij elkaar te sprokkelen, maar het bedrag is zo immens dat er geen beginnen aan is. Suzanne ziet nog maar één oplossing om de problemen op te lossen. In haar escortperiode was ze erg gewild bij topcrimineel Onno P. Wassenaar. Wassenaar staat wel open voor seks in ruil voor geld. Hij krapt zich echter achter de oren als hij het bedrag hoort. Wassenaar wil dat hij elk moment gebruik kan maken van Suzanne voor een bepaalde periode, in plaats van eenmalig. Met het oog op Guusjes situatie gaat Suzanne akkoord. De vader van Guusje, Peter Kelder, keert terug uit het buitenland, en ontdekt wat Suzanne over heeft gehad voor hun zoon. (verhaallijn vervolgd in seizoen zes)

## Rolverdeling
Het vijfde seizoen telde 195 afleveringen (aflevering 751-945)

### Vaste cast
| Acteur                   | Personage         | Afleveringen |
| ------------------------ | ----------------- | ------------ |
| Reinout Oerlemans        | Arnie Alberts     | Hele seizoen |
| Ingeborg Wieten          | Suzanne Balk      | Hele seizoen |
| Babette van Veen         | Linda Dekker      | Hele seizoen |
| Wim Zomer                | Daniël Daniël     | Hele seizoen |
| Brûni Heinke             | Helen Helmink     | Hele seizoen |
| Bartho Braat             | Jef Alberts       | Hele seizoen |
| Jette van der Meij       | Laura Selmhorst   | Hele seizoen |
| Wilbert Gieske           | Robert Alberts    | Hele seizoen |
| Wik Jongsma              | Govert Harmsen    | Hele seizoen |
| Martin van Steijn        | Mickey Lammers    | 751–815      |
| Casper van Bohemen       | Frits van Houten  | Hele seizoen |
| Sabine Koning            | Anita Dendermonde | Hele seizoen |
| Inge Ipenburg            | Martine Hafkamp   | 751–786      |
| Jimmy Geduld             | Arthur Peters     | Hele seizoen |
| Guusje Nederhorst        | Roos de Jager     | Hele seizoen |
| Caroline De Bruijn       | Janine Elschot    | Hele seizoen |
| Nathalie Mourits         | Marieke Vollaards | Hele seizoen |
| Paul Groot               | Stan Nijholt      | Hele seizoen |
| Hilde de Mildt           | Sylvia Merx       | Hele seizoen |
| Reyhan Erdogan           | Fatima Yilmaz     | 751–855      |
| Carola Gijsbers van Wijk | Wil de Smet       | Hele seizoen |

### Nieuwe rollen
De rollen die in de loop van het seizoen werden geïntroduceerd als belangrijke personages
| Acteur          | Personage       | Afleveringen      |
| --------------- | --------------- | ----------------- |
| Bennie den Haan | Remco Terhorst  | 764–945           |
| Katja Schuurman | Jessica Harmsen | 805–814 • 867–945 |

### Terugkerende rollen
De rollen die in de loop van het seizoen terugkwamen na een tijd afwezigheid
| Acteur            | Personage          | Afleveringen  |
| ----------------- | ------------------ | ------------- |
| Isa Hoes          | Myriam van der Pol | 751-755       |
| Rick Engelkes     | Simon Dekker       | 779 • 781-782 |
| Tom van Beek      | Herman Hogendoorn  | 912-945       |
| Tim Immers        | Mark de Moor       | 921-945       |
| Antonie Kamerling | Peter Kelder       | 943-945       |

### Bijrollen
| Acteur                      | Personage                                  | Afleveringen                                                                                       |
| --------------------------- | ------------------------------------------ | -------------------------------------------------------------------------------------------------- |
| Coney van Manen             | Anne de Jager                              | 751                                                                                                |
| Rob van de Meeberg          | Martin van Buuren                          | 751                                                                                                |
| Wouter ten Pas              | Dr. Bart Botteman                          | 751                                                                                                |
| Steven Moonen               | Hotelreceptionist                          | 753                                                                                                |
| Olaf Wijnants               | Erik Linschoten                            | 753-754                                                                                            |
| Elsa Jansen                 | Verpleegster Ada                           | 754-755                                                                                            |
| Ger Wiersma                 | Thomas Terborg                             | 755                                                                                                |
| Gwendolyn Verhulst          | Martha                                     | 756-759                                                                                            |
| Els Beekman                 | Paragnost Els Hoffman                      | 754 • 758-759                                                                                      |
| Eric Krediet                | Journalist                                 | 760                                                                                                |
| Martin Dünkelgrün           | Bernard                                    | 762                                                                                                |
| William Sutton              | IJslandse rechercheur                      | 763                                                                                                |
| Bart Budel                  | Ziekenbroeder                              | 763                                                                                                |
| Sanne Brienen               | Uitzendkracht                              | 764                                                                                                |
| Bert Champagne              | Fred Linskens                              | 765-766                                                                                            |
| Frank Meijers               | Paul Westra                                | 769                                                                                                |
| Jacques Opdenberg           | Jaap                                       | 769                                                                                                |
| Jan Ad Adolfsen             | Frans de Smet                              | 770                                                                                                |
| Jenny Mijnhijmer            | Politieagente                              | 774                                                                                                |
| Guuske Kotte                | Gerda van der Linde                        | 768 • 774-775                                                                                      |
| Hans van den Berg           | Begrafenisondernemer                       | 776                                                                                                |
| Helma de Grauw              | Commissielid 1                             | 778                                                                                                |
| Horace Cohen                | Bloemenbezorger                            | 778                                                                                                |
| Alex Mous                   | Burgeragent                                | 778-779                                                                                            |
| Johan de Vries              | Jules Schimmelpennincx                     | 779                                                                                                |
| Paula Majoor                | Moeder Suzanne                             | 766-771 • 773 • 775 • 780                                                                          |
| Arianne Fennema             | Wies Veldman                               | 777-780                                                                                            |
| Menno Kloosterhuis          | Agent 1                                    | 780                                                                                                |
| Ditmer Rouwenhorst          | Agent 2                                    | 780                                                                                                |
| Truus te Stelle             | Dr. Tessel van Benthem                     | 751-752 • 755-758 • 760-764 • 767• 768-769 • 772-779 • 781                                         |
| Annelies Bahlan             | Marja Ducroo                               | 753-756 • 761 • 765 • 767-772 • 779-781                                                            |
| Rene Vernout                | Rechercheur Derks                          | 771 • 774-775 • 781                                                                                |
| Victor Bottenbley           | Fysiotherapeut Haiko                       | 781                                                                                                |
| Martijn Oversteegen         | Niels Kruseman                             | 766-771 • 774-777 • 779-782                                                                        |
| Jaap Postma                 | Koen Heeze                                 | 751-757 • 761-769 • 771-774 • 779-783                                                              |
| Paul Korssen                | Dolf Kramer                                | 760-761 • 776-779 • 782-783                                                                        |
| Marc Romp                   | Agent                                      | 781-784                                                                                            |
| Jeroen Marré                | Nieuwslezer                                | 784                                                                                                |
| Ger Smit                    | Rechercheur Bronkhorst                     | 771-772 • 774 • 781-785                                                                            |
| Chaim Levano                | Advocaat Rafaël Nieland                    | 784-785                                                                                            |
| Eke van Bergen - Henegouwen | Sonja                                      | 762 • 787                                                                                          |
| Friso Meijer                | Patrick                                    | 762 • 787                                                                                          |
| David van Lunteren          | Leo                                        | 787                                                                                                |
| Marja Huynen                | Klant LindaLook                            | 789                                                                                                |
| Petra van Hartskamp         | Advocate Judith Nieland                    | 786-787 • 792                                                                                      |
| Jentine de Boer             | Betty Kroone                               | 751-752 • 758-760 • 768 • 775 • 787-788 • 794                                                      |
| Richard Kuhne               | Evert Dijkman                              | 793-794                                                                                            |
| Eric Bakker                 | Ziekenbroeder                              | 796                                                                                                |
| Perry Cavello               | Juridisch adviseur                         | 775 • 797                                                                                          |
| Marnix Pauwels              | Verhuizer Frank                            | 798                                                                                                |
| Willy van der Griendt       | Meta van Loen                              | 788 • 790 • 799                                                                                    |
| Jan Nonhof                  | Ben Schuit                                 | 793 • 796 • 798 • 800                                                                              |
| Andre Stevens               | Barkeeper Bert                             | 754-755 • 777 • 803                                                                                |
| Jurre te Haak               | Guusje                                     | 755-771 • 775 • 780 • 802 • 805                                                                    |
| Guus Dam                    | Jos de Graaff                              | 790 • 808                                                                                          |
| John Serkei                 | Commissielid 2 / Willem Noordvliet         | 778 • 809                                                                                          |
| Anja ten Boer               | Verpleegkundige                            | 809                                                                                                |
| Sihali Yalciner             | Vader Fatima                               | 801-804 • 806 • 810                                                                                |
| David Asser                 | Bezorger                                   | 812                                                                                                |
| Marten Bos                  | Leraar Mario Schim van der Loeff           | 761 • 778 •781 • 784 • 787 • 792 • 796 • 798 • 800-806 • 808-810 • 812-813                         |
| Willem Paul Edelman         | Hans Harting                               | 794-798 • 802-805-807 • 809-813                                                                    |
| Hans van Raam               | Politieagent                               | 812-813                                                                                            |
| Boudewijn van Hulzen        | Rechercheur                                | 813                                                                                                |
| Fred Velle                  | Zwerver Frans                              | 814-816                                                                                            |
| Lucas Dietens               | Adriaan van Dorland                        | 819                                                                                                |
| Marion Juch                 | Verpleegster                               | 765 • 796-800 • 803-805 • 808-810 • 815-816 • 819-820                                              |
| Clari de Lieme              | Vrouw met hond                             | 822                                                                                                |
| Lou Lou Rhemrev             | Psycholoog Angie Weston / Angela Nieuwkoop | 799-804 • 806-809 • 812-823                                                                        |
| Aletta de Nes               | Dr. Kaiser                                 | 812 • 817 • 819 • 821-823                                                                          |
| Suzanne Venneker            | Xandra                                     | 815-820 • 825-826                                                                                  |
| Mariëlle Verhulsdonck       | Kristel                                    | 823 • 826-827                                                                                      |
| Wouter Westgeest            | Floris Zandstra                            | 768 • 812-823 • 825-828                                                                            |
| Sophie Drossaers            | Hannie                                     | 760 • 762-763 • 786 • 788 • 791-794 • 797 • 799-800 • 802-803 • 807-809 • 814-815 • 818 • 828 -829 |
| Ron Boszhard                | Barman Leo                                 | 762-764 • 767-769 • 794 • 798 • 801 • 805 • 807 • 809-810 • 815 • 817 • 819 • 827 • 829            |
| Kristoff Clerckx            | Christiaan Baerlemans                      | 824-829 • 831                                                                                      |
| Bart Franssens              | Yves Pyrennes                              | 827-829                                                                                            |
| Wim Becker                  | Ferd Vermaas                               | 829                                                                                                |
| Anna Grott                  | Everline Vermaas                           | 829                                                                                                |
| Pim Daane                   | Race-instructeur                           | 830                                                                                                |